# 安德烈娅·麦克唐奈
安德烈娅·麦克唐奈（英語：Andrea McDonnell，1960年7月7日—），澳大利亚女子乒乓球运动员。她曾代表澳大利亚参加2018年英联邦运动会乒乓球比赛，获得一枚铜牌。她也曾参加2016年夏季残奥会。